# دانشگاه ایالتی کانزاس

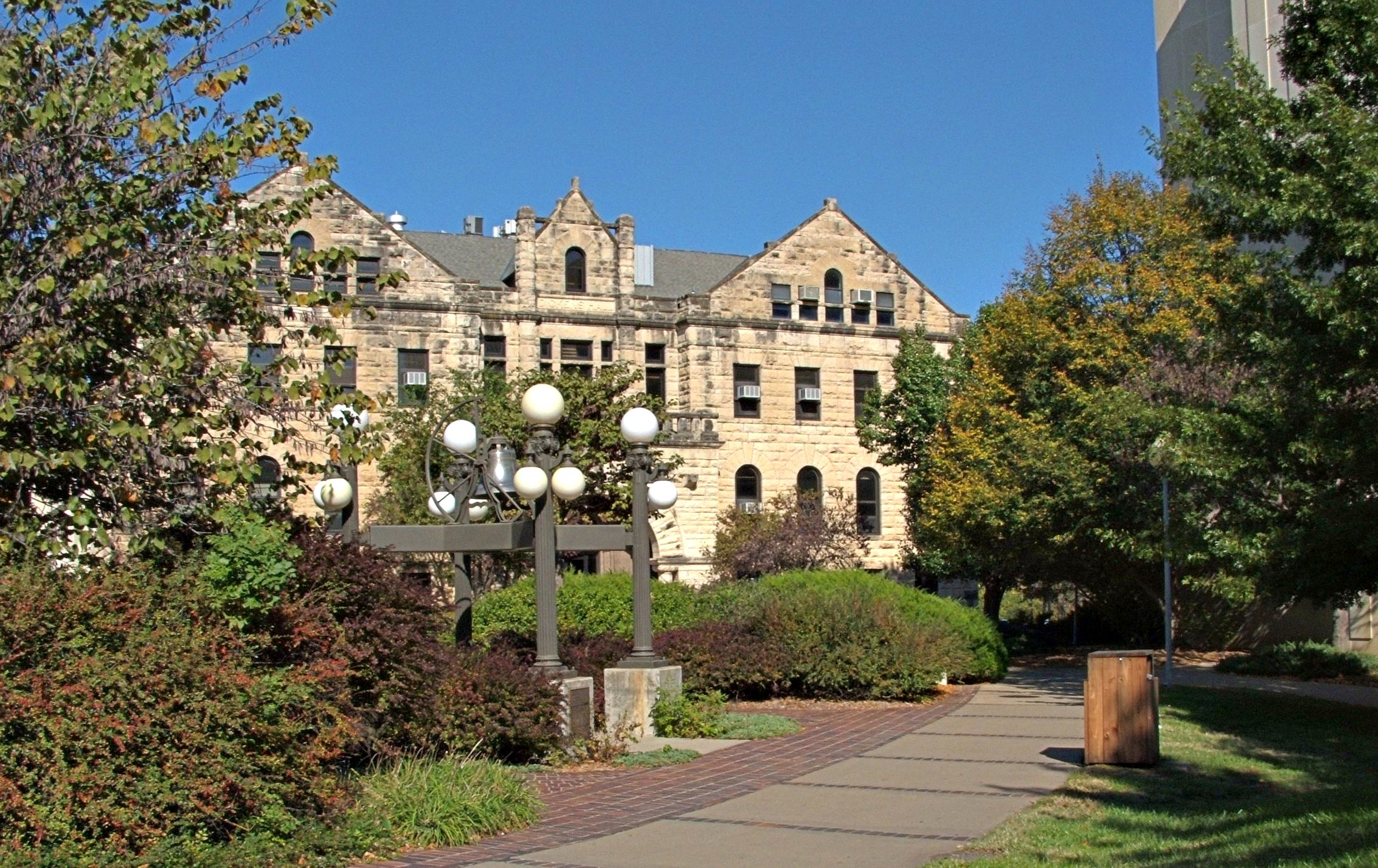
کتابخانه «هیل»

دانشگاه ایالتی کانزاس (به انگلیسی: Kansas State University) یک دانشگاه تحقیقاتی دولتی در منهتن واقع در ایالت کانزاس آمریکا است که در سال ۱۸۶۳ میلادی تأسیس شده‌است.
این کالج نخستین نهاد همگانی آموزش عالی در ایالت کانزاس بود. این دانشگاه ایالتی رکورد بالای ثبت نام ۲۴۷۶۶ دانشجو برای ترم پاییز ۲۰۱۴ را برای خود ثبت کرد.
مدارک تحصیلات تکمیلی ارائه شده شامل ۶۵ برنامه کارشناسی ارشد و ۴۵ مدرک دکترا است. دانشگاه ایالتی کانزاس، که در اصل کالج کشاورزی ایالتی کانزاس نام داشت، در ۱۶ فوریه ۱۸۶۳ در منهتن، در طول جنگ داخلی آمریکا، به عنوان یک مؤسسه اعطای زمین تحت قانون موریل تأسیس شد. این مدرسه نخستین کالج اعطایی زمین بود که تحت قانون موریل ایجاد شد. دانشگاه ایالتی کانزاس سومین مدرسه قدیمی در همایش ۱۲تای بزرگ و قدیمی‌ترین نهاد همگانی آموزش عالی در ایالت کانزاس است.
در دانشگاه ایالتی کانزاس، علاوه بر رشته‌های متعدد فنی و مهندسی و علوم انسانی و ریاضیات، رشته‌ای تحت عنوان علوم و مدیریت نانوایی نیز تدریس می‌شود.

## تاریخچه
تاریخچه دانشگاه کانزاس به سال ۱۸۵۵ بازمی‌گردد، زمانی که تلاش‌ها برای ایجاد «دانشگاه منطقه کانزاس» آغاز شد. نه سال بعد در سال ۱۸۶۴، همراه با کمک آموس آدامز لارنس، فرماندار سابق کانزاس، چارلز ال رابینسون، و چند شخصیت برجسته دیگر، قانونگذار کانزاس منشور دانشگاه کانزاس را در لارنس، کانزاس منصوب کرد. این دانشگاه در ابتدا توسط یک موقوفه ۱۵۰۰۰ دلاری در زمینی به مساحت ۴۰ هکتار (۱۶۰۰۰۰ متر مربع) از چارلز رابینسون و همسرش سارا تأمین شد. دانشگاه ایالتی کانزاس کلاس‌های مقدماتی را در سال ۱۸۶۶ و کلاس‌های سطح کالج را در سال ۱۸۶۹ آغاز کرد.
تأسیس دانشگاه با مسائل متعددی از جمله بحث بر سر برده داری، مکان دانشگاه و مسائل مالی پیچیده همراه بود.
ایده ایجاد یک دانشگاه دولتی در قلمرو کانزاس برای اولین بار توسط فرماندار منطقه، اندرو ریدر، در ۳ ژوئیه ۱۸۵۵ مطرح شد.